# Ordre de succession à l'ancien trône du Monténégro
Pour les articles homonymes, voir Trône (homonymie).
L’ordre de succession à l'ancien trône monténégrin est une liste de ceux et celles qui peuvent succéder au rang de chef de la maison royale du Monténégro, à la grande maîtrise des ordres dynastiques et monter sur le trône du Monténégro en cas de restauration de la monarchie. La monarchie du Monténégro a été renversée en 1918 mais un gouvernement royal en exil a conservé une reconnaissance internationale jusqu'en 1922. 
Le chef actuel de la maison royale est Nicolas II Petrović-Njegoš, prince héritier du Monténégro. Depuis 2011, le chef de la maison royale a un rôle officiel au Monténégro. 

## Histoire
Le 13 novembre 1918, le roi du Monténégro, Nicolas Ier, est destitué par l'Assemblée de Podgorica qui a voté pour unir le Monténégro au royaume de Serbie gouverné par son gendre le roi Pierre Ier de la maison Karađorđević. Le roi Nicolas n'a jamais reconnu l'union et a maintenu un gouvernement internationalement reconnu en exil. À sa mort en 1921, son fils le prince héritier Danilo lui succéda mais signa sona acte d'abdication une semaine plus tard en faveur de son neveu Michel qui régna en tant que roi en exil sous la régence de sa grand-mère la reine Milena. Le 13 juillet 1922, la Conférence des ambassadeurs à Paris reconnaît internationalement l'union de la Serbie et du Monténégro.  
Le prince héritier Nicolas, l'actuel chef de la maison, est le fils unique de Michel. En 2011, le Monténégro a reconnu un rôle officiel au Monténégro pour la maison royale afin de promouvoir l'identité, la culture et les traditions monténégrines par le biais d'activités culturelles, humanitaires et autres activités non politiques. 

## Lois de succession
La qualité de membre de la maison royale est limitée aux descendants de la lignée masculine du grand-père du roi Nicolas. La succession est déterminée par l'article 19 de la Constitution de 1905 de la Principauté du Monténégro qui dispose que « les descendants masculins sont appelés à la succession par ordre de primogéniture comme le prescrit le statut spécial de la famille sur la succession au trône ». 
En 2011, le gouvernement monténégrin a adopté une loi reconnaissant les descendants masculins du roi Nicolas et leurs épouses comme membres de la dynastie Petrović-Njegoš (article 2). La loi nomme l'héritier masculin le plus âgé, actuellement le prince héritier Nicolas, comme représentant de la dynastie (article 5). Il affirme également le droit interne de la dynastie en définissant la succession à la tête de la dynastie comme étant transmise par « l'héritier masculin de l'héritier masculin le plus âgé » (article 5).

## Ordre de succession actuel
- Nicolas Ier, roi du Monténégro (1841–1921)[4]
  - Mirko, prince du Monténégro (1879–1918)
    - Michel, prince du Monténégro (1908–1986)[4]
      - Nicolas, prince du Monténégro (né en 1944)
        - Boris, prince héritier du Monténégro (né en 1980)[5]

## Ordre de succession au trône en novembre 1918
- Nicolas Ier, roi du Monténégro[4]
  - (1) Danilo, prince héritier du Monténégro (1871-1939)[4]
  - Mirko, prince du Monténégro (1879–1918)
    - (2) Michel, prince du Monténégro (1908-1986)[4]
    - (3) Paul, prince du Monténégro (1910-1933)[4]
    - (4) Emannuel, prince du Monténégro (1912-1928)[4]

  - (5) Pierre, prince du Monténégro (1889-1932)[4]